# انا کاساگرانده
انا کاساگرانده (انگلیسی: Anna Casagrande؛ زادهٔ ۲۶ ژوئیهٔ ۱۹۵۸) سوارکار اهل ایتالیا بود.
وی در مسابقات کشوری و بین‌المللی در مجموع برندهٔ ۱ مدال نقره شده‌است.